# Pintor de duelos

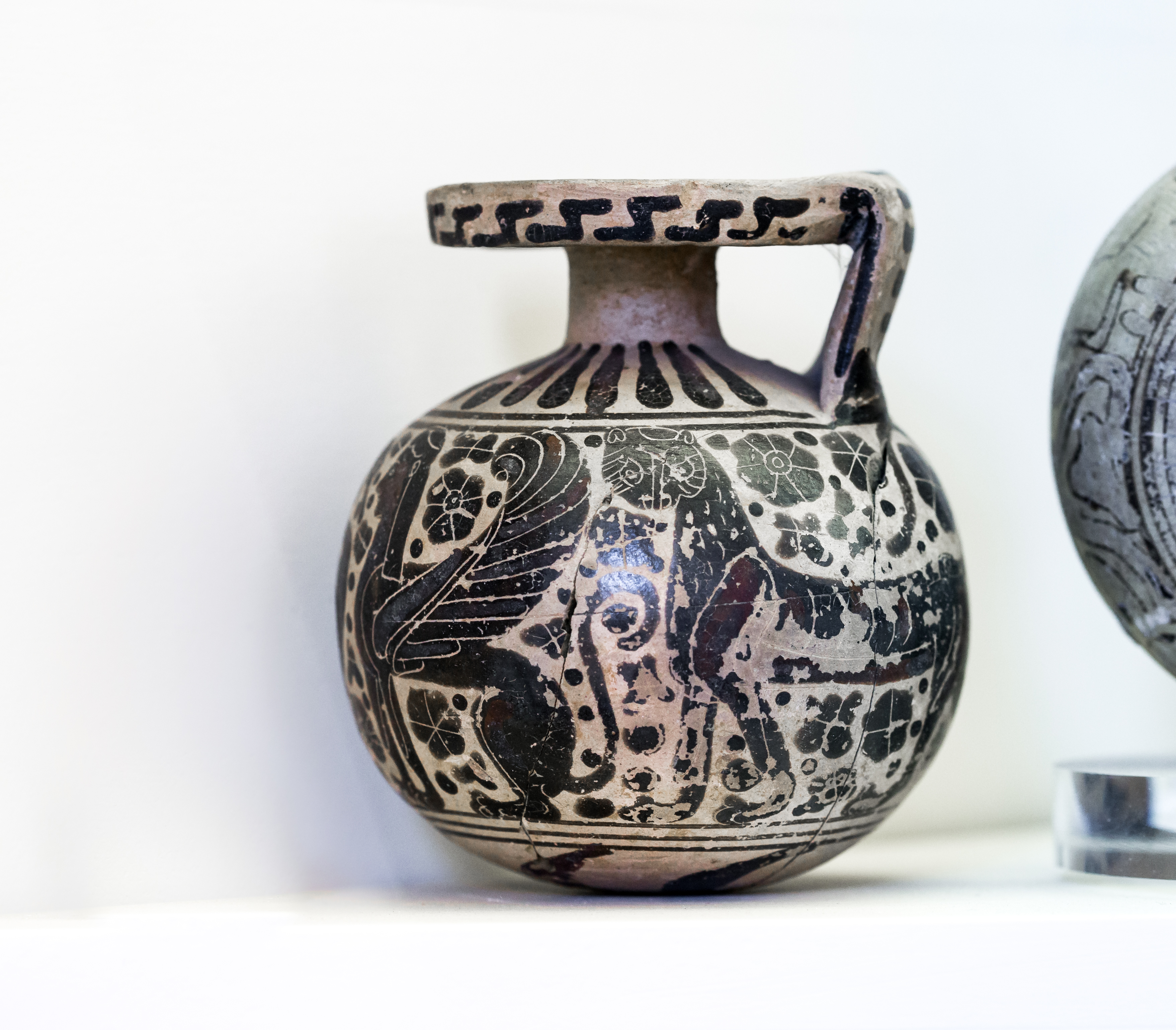
Cisne entre dos esfinges. Aríbalo del Pintor de duelos, c. 620-590 a. C.

El Pintor de duelos fue un antiguo pintor de vasos corintios del estilo de figuras negras; se desconoce su verdadero nombre. Estuvo activo durante el período de transición entre la pintura orientalizante y las figuras negras propiamente dichas (circa 640-625 a. C.). Prefería decorar sus aríbalos con escenas de duelo, de ahí su nombre convenido. También fue uno de los primeros pintores corintios en representar aves.